# Gil Márquez
 (décembre 2013).
Si vous disposez d'ouvrages ou d'articles de référence ou si vous connaissez des sites web de qualité traitant du thème abordé ici, merci de compléter l'article en donnant les références utiles à sa vérifiabilité et en les liant à la section « Notes et références ».
Pour les articles homonymes, voir Márquez.
Gil Márquez est un hameau de la municipalité espagnole d'Almonaster la Real (province de Huelva, Andalousie). Il est situé à 8 km d'Almonaster la Real et à 9,5 km de Cortegana.

## Histoire
Le hameau est cité dans un document daté de 1597, ce qui en fait l'un des plus anciens villages d'Almonaster.

## Monuments
- Pont des Trois Sources (Puente de las Tres Fuentes) : conçu par des disciples de l'ingénieur français Gustave Eiffel, le pont fut construit en fer avant d'être recouvert de béton dans les années 1950.
- Église del Carmen : construit au milieu du XXe siècle.

## Communications
L’accès au hameau se fait par la route depuis Almonaster la Real, Cortegana et les villages de Valdelamusa et de Las Veredas. Gil Márquez possédait une gare ferroviaire sur la ligne Huelva - Zafra, actuellement hors service.

## Économie et tourisme
Les principales activités économiques de Gil Márquez sont l'agriculture, l'élevage et le commerce du bois et du liège.

## Fêtes locales
- Juin : fêtes patronales en l'honneur de la Virgen del Carmen.